# Colbert (Georgia)
Colbert es un pueblo ubicado en el condado de Madison en el estado estadounidense de Georgia. En el censo de 2000, su población era de 488.

## Demografía
En el 2000 la renta per cápita promedia del hogar era de $34,500, y el ingreso promedio para una familia era de $46,042. El ingreso per cápita para la localidad era de $14,936. Los hombres tenían un ingreso per cápita de $26,313 contra $24,844 para las mujeres.

## Geografía
Colbert se encuentra ubicado en las coordenadas 34°2′15″N 83°12′50″O / 34.03750, -83.21389 (34.037600, -83.213900).
Según la Oficina del Censo, la localidad tiene un área total de 2,3 km² (0,9 mi²), de la cual 2,3 km² (0,9 mi²) es tierra y 0 km² (0 mi²) (0.15%) es agua.